# 谢家祥
谢家祥（1914年5月—2010年），中国人民解放军将领、中国人民解放军开国少将，中国共产党第九、十届中央委员，第五届全国政协委员。

## 生平
1933年参加中国工农红军。1933年加入中国共产主义青年团，1934年转为中国共产党党员。曾任中国人民志愿军54军政治部主任。1955年，授予中国人民解放军少将。1969年12月至1975年10月，任四川省革委会副主任。1971年11月至1975年8月，任成都军区政治委员、军区党委常委。1973年5月至1975年8月，任福州军区副政治委员。